# Chaoxianzu
I Chaoxianzu (朝鲜族S, CháoxiǎnzúP; in coreano: 조선족, Chosŏnjok) sono un gruppo etnico della Cina di origine coreana. Inoltre, fanno parte dei 56 gruppi etnici riconosciuti ufficialmente dalla Repubblica popolare cinese. Nel censimento del 2000 il numero di chaoxianzu si attestava su circa 1.900.000 unità. La comunità più grande si trova nella Prefettura autonoma coreana di Yanbian (854.000 nel 1997).

## Storia
Nel corso della storia, a causa delle numerose interazioni culturali tra i cinesi e i coreani, molti scambi di varia natura sociale sono avvenuti tra queste due popolazioni. Sono registrate ondate migratorie di coreani in Cina durante le dinastie Qing, Ming, Yuan ed altre a queste precedenti.
La grande maggioranza dei coreani in Cina ha assimilato presto usi e costumi dei cinesi. La maggior parte della comunità coreana oggi in Cina discende dai flussi migratori avvenuti tra il 1860 e il 1945. In quegli anni, infatti, una serie di disastri naturali sconvolse molte regioni della Corea.
Ciò spinse molti coreani a migrare in Cina, dopo che la dinastia Qing allentò il controllo sulle frontiere e iniziò ad accogliere gli emigranti coreani. 
Nel 1894, si stima che circa 34.000 unità di coreani vivevano in Cina, con un picco di 109.500 nel 1910. Dopo l'annessione giapponese della Corea, un numero maggiore di coreani emigrò in Cina. Alcuni fuggirono semplicemente dal dominio giapponese, mentre altri cercarono di fare della Cina la base delle operazioni per i loro movimenti di resistenza antigiapponese. Nel 1936, circa 854.411 coreani vivevano in Cina. Quando il dominio giapponese si estese alla Cina, il governo nipponico costrinse gli agricoltori coreani a emigrare dal nord verso la Cina per coltivare le terre di quella regione. Nel 1945 il numero dei coreani in Cina raggiunse la cifra di 1.692.342 di unità.
Durante la seconda guerra mondiale, molti coreani che vivevano in Cina si unirono ai cinesi contro l'invasione giapponese. Molti di essi si arruolarono al fronte comunista e combatterono contro il  Partito Nazionalista Cinese durante la guerra civile cinese. Dopo la fondazione della Repubblica Popolare Cinese, la regione dello Yanbian, dove viveva la maggior parte dei coreani in Cina, fu designata come regione autonoma nel 1952 ed ottenne una prefettura autonoma nel 1955.

## Lingua
I chaoxianzu parlano il cinese standard. Molti di loro parlano anche il coreano.

## Cinesi coreani famosi
- Cui Jian (崔健, in coreano 최건/Choi Geon), musicista rock
- Jin Xing (金星, in coreano 김성/Kim Sŏng), ballerina
- Jin Yan (金焰, in coreano 김염/Kim Yeom), attore
- Jin Haixin (金海心, in coreano 김해심/Kim Haesim), popstar
- Li Dezhu (李德洙, in coreano 이덕수/Lee Deoksu), capo esecutivo per le questioni etniche del PRC
- Li Yongtai (李永泰, in coreano 이영태/Lee Yeongtae), comandante del PLA
- Zhao Nanqi (趙南起, in coreano 조남기/Cho Namgi), generale dell'Esercito di Liberazione Popolare